# Pilgrim (album d'Eric Clapton)
Pour les articles homonymes, voir Pilgrim.
Albums de Eric Clapton
Crossroads 2
(1996) The Blues
(1999)
Pilgrim est un album pop d'Eric Clapton sorti en 1998 et mixé à l'Olympic Studio de Londres.

## Historique
Le titre Pilgrim apparaît dans la Bande Originale du film L'Arme fatale 4. La couverture de l'album a été réalisé par Yoshiyuki Sadamoto.
Une nouvelle période commerciale qui s’annonce (toujours produit par Warner). Clapton n’a plus le blues, Clapton ne chante plus le blues ; il est serein. La durée de 75 minutes pour le CD est inhabituelle. Mi-funk, mi-pop et de jolies balades dont Father Eyes. Born in Time est une reprise d’un titre méconnu de Bob Dylan en 1990.

## Liste des titres
1. My Father's Eyes (Clapton) – 5:24
2. River of Tears (Clapton/Climie) – 7:22
3. Pilgrim (Clapton/Climie) – 5:50
4. Broken Hearted (Clapton/Phillinganes) – 7:51
5. One Chance (Clapton/Climie) – 5:55
6. Circus (Clapton) – 4:11
7. Goin' Down Slow (St. Louis Jimmy) – 5:19
8. Fall Like Rain (Clapton) – 3:50
9. Born in Time (Bob Dylan) – 4:41
10. Sick & Tired (Clapton/Climie) – 5:43
11. Needs His Woman (Clapton) – 3:45
12. She's Gone (Album Bonus Version) (Clapton/Climie) – 4:45
13. You Were There (Clapton) – 5:31
14. Inside of Me (Clapton/Climie) – 5:25

Chanson bonus de l'édition Japonaise : 
15 Theme From A Movie That Never Happened (Orchestral) (Clapton)	3:30

## Musiciens
- Selon le livret inclut avec l'album : 
- Eric Clapton - guitare, chant, chœurs (8)
- Andy Fairweather-Low - guitare (1)
- Nathan East - basse (1, 4, 6, 8, 11)
- Luis Jardim - basse (2), percussions (2, 9)
- Pino Palladino - basse (5, 7, 9, 12)
- Dave Bronze - basse (13)
- Simon Climie - claviers (1, 2, 5-10, 12, 14), programmation des claviers (4), synthétiseur basse (2), programmation de la batterie (3, 4, 10, 13), chœurs (2, 3, 13)
- Greg Phillinganes - claviers (4, 11)
- Chris Stainton - orgue Hammond (1, 13)
- Paul Carrack : orgue Hammond (3, 5, 7, 10, 12), piano électrique Wurlitzer (7)
- Joe Sample - Grand piano (1, 13)
- Steve Gadd - batterie (1, 4, 12, 13)
- Paul Waller : programmation de la batterie (1, 2, 4–9, 11, 12, 14)
- Paul Brady : pipeau (4), chœurs (4)
- Nick Ingman : arrangements des cordes (2, 3, 5, 7, 9, 10, 13, 14)
- The London Session Orchestra : cordes (2, 3, 5, 7, 9, 10, 13, 14)
- Chyna Whyne : chœurs (1-6, 12, 13, 14)
- Kenneth "Babyface" Edmonds - chœurs (9)
- Tony Rich : chœurs (11)
- Ruth Kelly-Clapton : couplet parlé (14)

## Charts

### Albums
| Pays             | Position |
| ---------------- | -------- |
| Autriche         | 4        |
| États-Unis       | 4        |
| Finlande         | 5        |
| France           | 5        |
| Grande-Bretagne  | 6        |
| Norvège          | 1        |
| Nouvelle-Zélande | 10       |
| Pays-Bas         | 7        |
| Suède            | 3        |
| Suisse           | 4        |

### Singles
| Nom              | Pays            | Position |
| ---------------- | --------------- | -------- |
| My Father's Eyes | Autriche        | 18       |
| My Father's Eyes | Grande-Bretagne | 33       |
| My Father's Eyes | Norvège         | 20       |
| My Father's Eyes | Pays-Bas        | 72       |
| My Father's Eyes | Suisse          | 31       |
| Circus           | Grande-Bretagne | 39       |
| Circus           | Pays-Bas        | 92       |